# 김홍도 필 풍속도 화첩
김홍도 필 풍속도 화첩(金弘道 筆 風俗圖 畵帖)은 조선후기 화가 단원 김홍도의 대표적인 풍속화첩이다. 국립중앙박물관의 기록에 의하면 이 화첩은 1918년 조한준에게 구입했을 당시 모두 27점이었으나 1957년 원 화첩의 마지막에 있었던 군선도 2점이 별도의 족자로 꾸며지면서 풍속도 25점만이 새로운 화첩으로 꾸며졌다.
이 화첩에는 〈글방〉·〈밭갈이〉·〈활쏘기〉·〈씨름〉·〈행상〉·〈무동〉·〈기와이기〉·〈대장간〉·〈나늘이〉·〈시주〉·〈나루터〉·〈주막〉·〈고누놀이〉·〈빨래터〉·〈우물가〉·〈담배썰기〉·〈자리짜기〉·〈벼타작〉·〈그림감상〉·〈길쌈〉·〈말징박기〉·〈고기잡이〉·〈신행길〉·〈점심〉·〈장터길〉 등 당시 풍속에 대한 다양한 관심과 예리한 관찰이 돋보이는 작품들이 실려있다.
대부분의 작품에서 보여지는 완전히 생략 처리된 배경은 감상자로 하여금 등장 인물들의 표정과 동작 하나하나에 보다 집중하게 함으로써, 각각의 주제를 군더더기 없이 간명히 드러나게 한다. 이렇게 배경이 생략된 화면에서도 작가는 인물들 사이의 적절한 공간배치를 통해 충분한 공간감을 만들어 내고 있다. 서민들의 소박한 생활상을 표현하기에 알맞은 다소 투박한 필선은 등장인물들의 옷 주름에서 특징적으로 드러나 있고, 간략한 몇 번의 붓질만으로 그려진 인물들의 표정은 각자의 개성을 잘 드러내면서도 전반적으로 밝고 해학적인 분위기를 띠고 있다. 필치와 짜임새 있는 구성력으로 볼 때, 이 화첩은 김홍도의 40대 무렵 작품으로 추정되고 있으며 이 같은 풍속화풍은 화원(畫員)들의 정형을 이루면서 김득신(金得臣)·김양기(金良驥)·김후신(金厚臣) 등의 후대 화가들에게도 많은 영향을 미쳤던 것으로 생각된다.
원래 서민을 소재로 한 풍속화는 왕실과 사대부의 입장과 취향에서 그려지던 것으로 교화나 구휼의 대상으로 제작되었다.
그러던 것이 18세기 후반에 이르면 형사적(形似的) 전신론(傳神論)에 따른 창작태도의 변화와 실제적 체험을 통해 나타내는 사실적이고 현세적인 취향의 풍속화들이 그려지게 된 것이다. 건강하고 힘차며 익살스럽게 표현된 등장인물들과 각 계층의 생업장면, 놀이장면 등 서민생활의 이모저모가 생동감 넘치게 처리된 이들 작품은 18세기 후반의 변화된 창작경향 속에서 탄생될 수 있었다.
단원풍속도첩은 작가 김홍도의 예리한 시각에서 포착된 당시 서민들의 소박한 일상 생활을 꾸밈없이 표현한 작품으로 평가되고 있다. 그러나 이 화첩 수록된 일부 작품에 대해서는 진위문제가 제기되어 있어 좀 더 세밀한 분석 연구가 요망된다.

## 갤러리

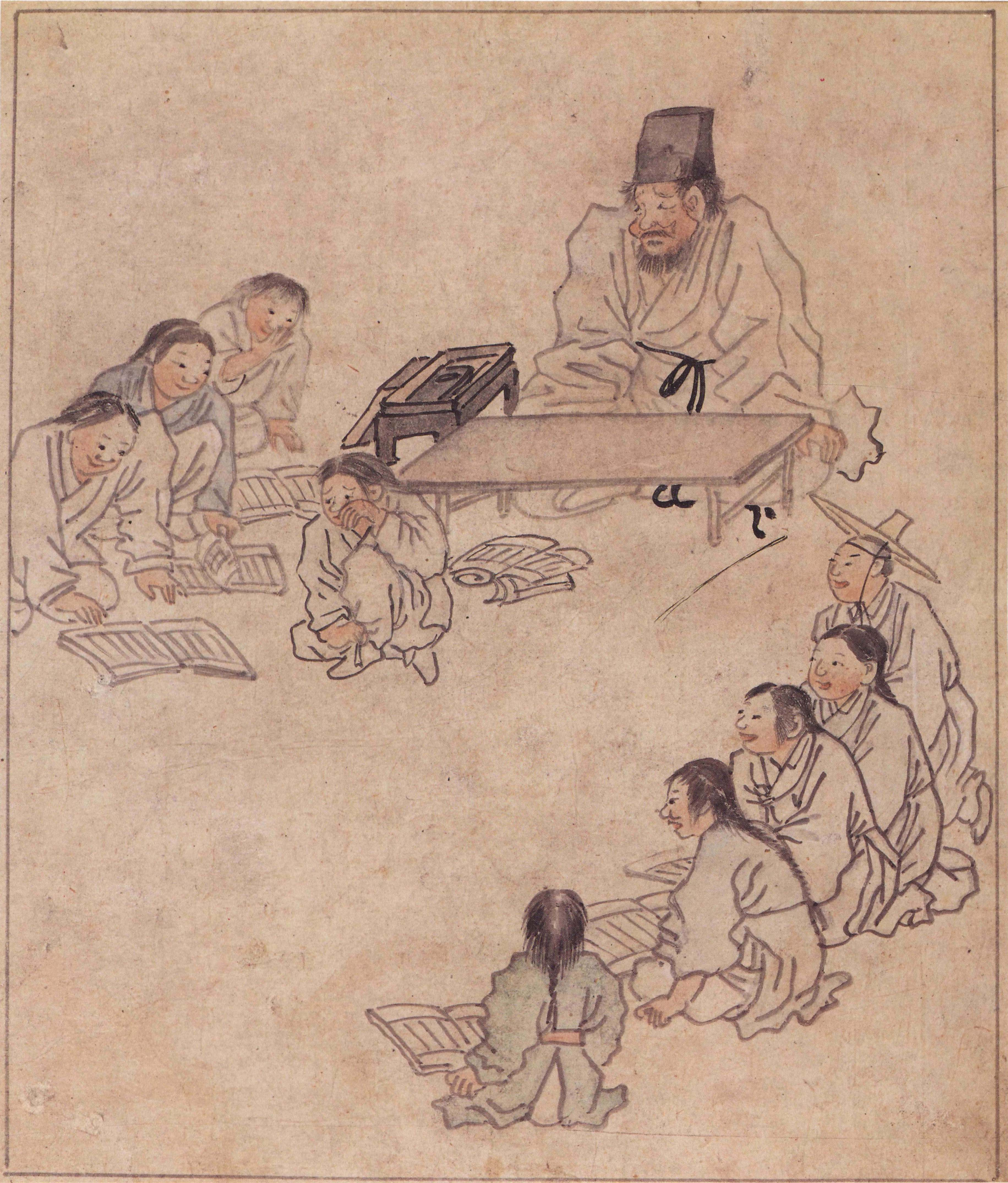
서당
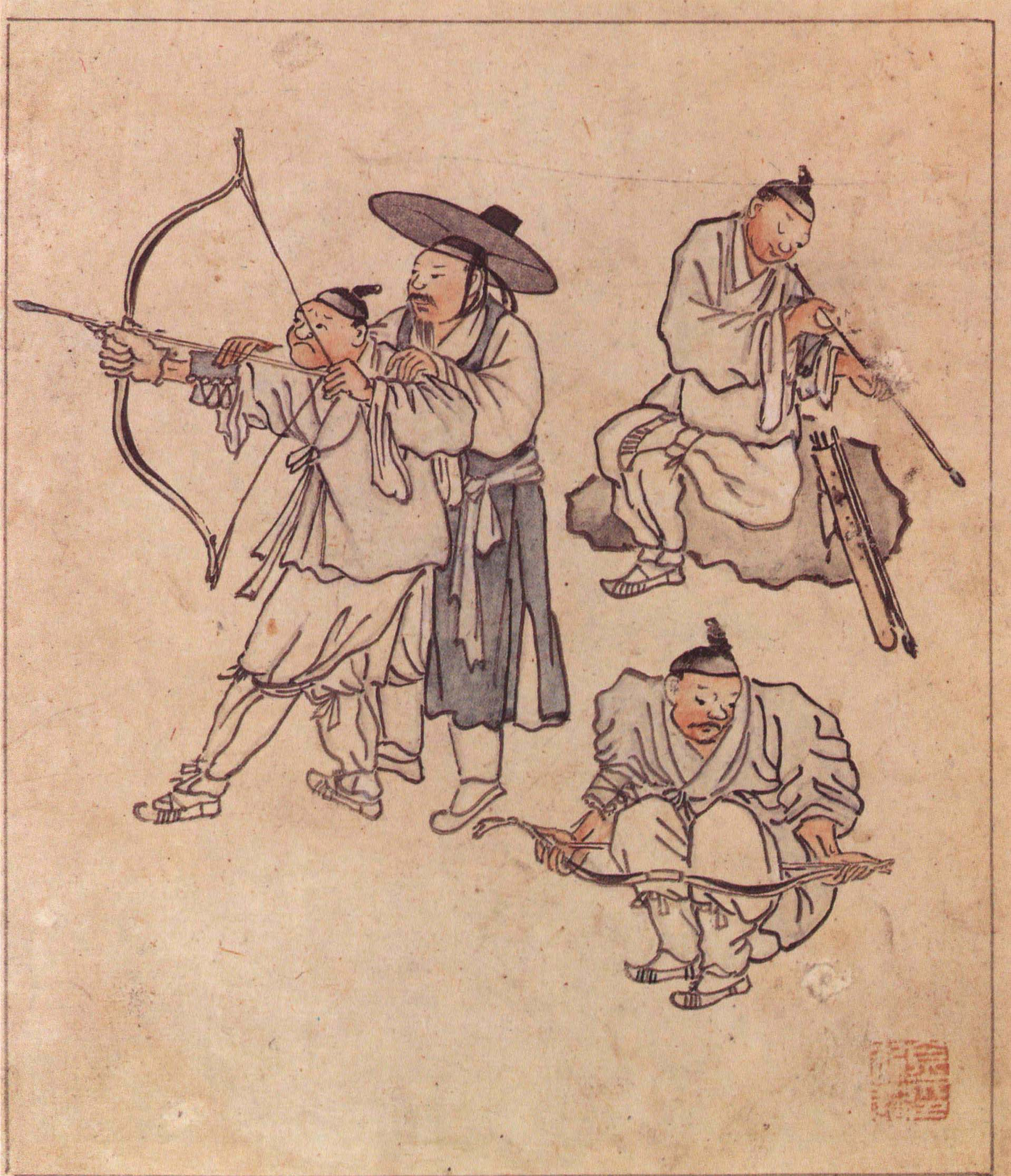
활쏘기
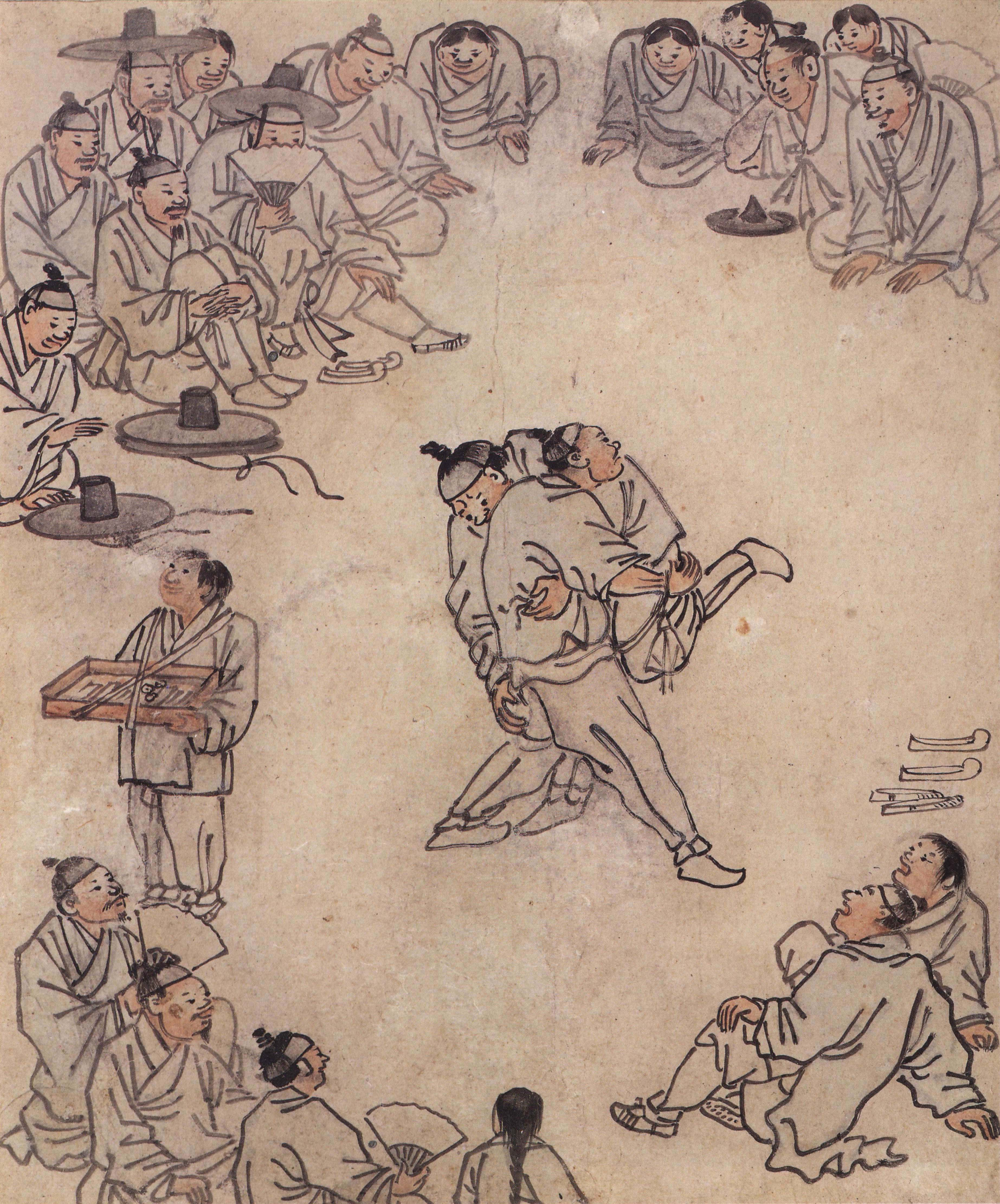
씨름
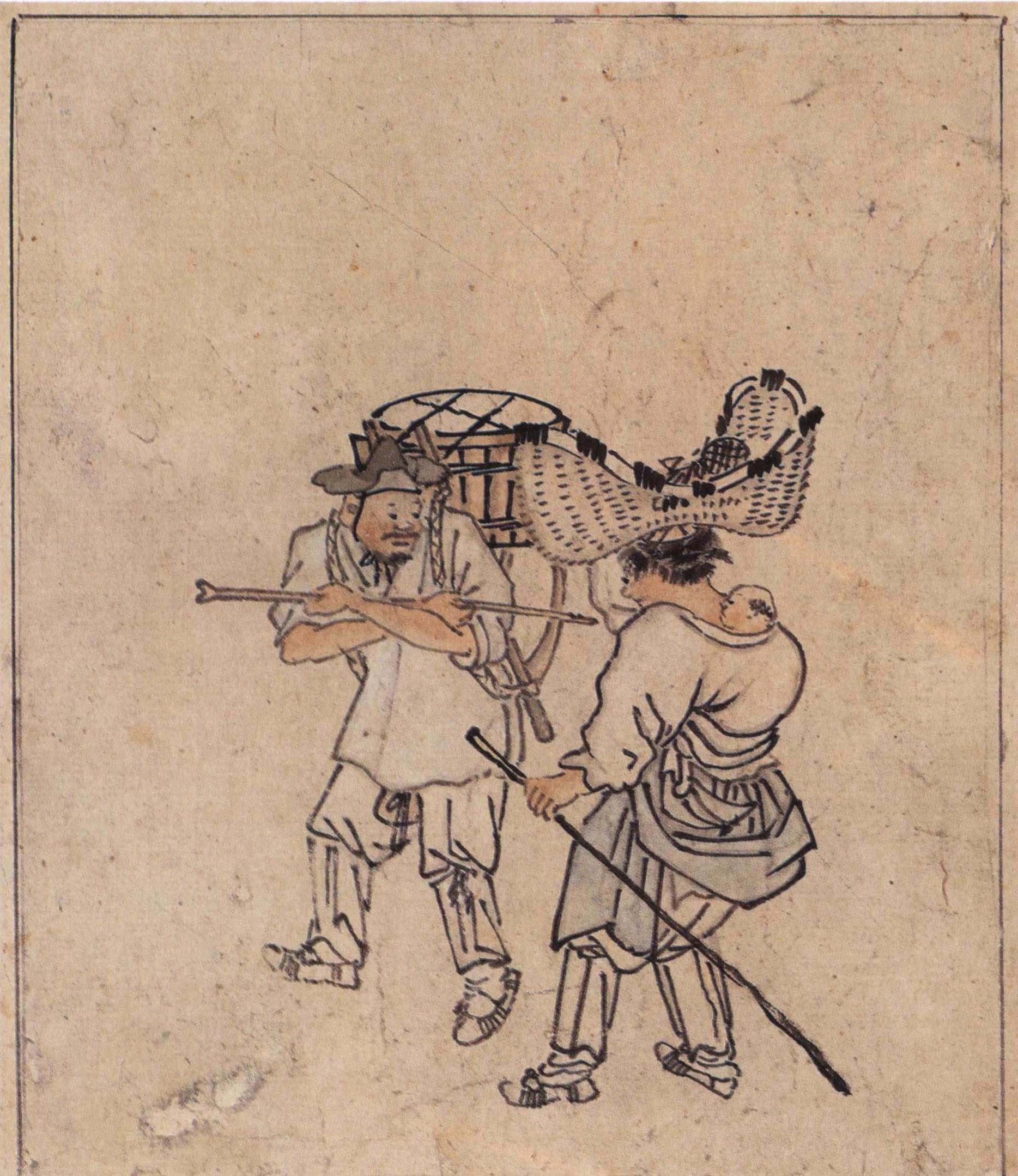
행상
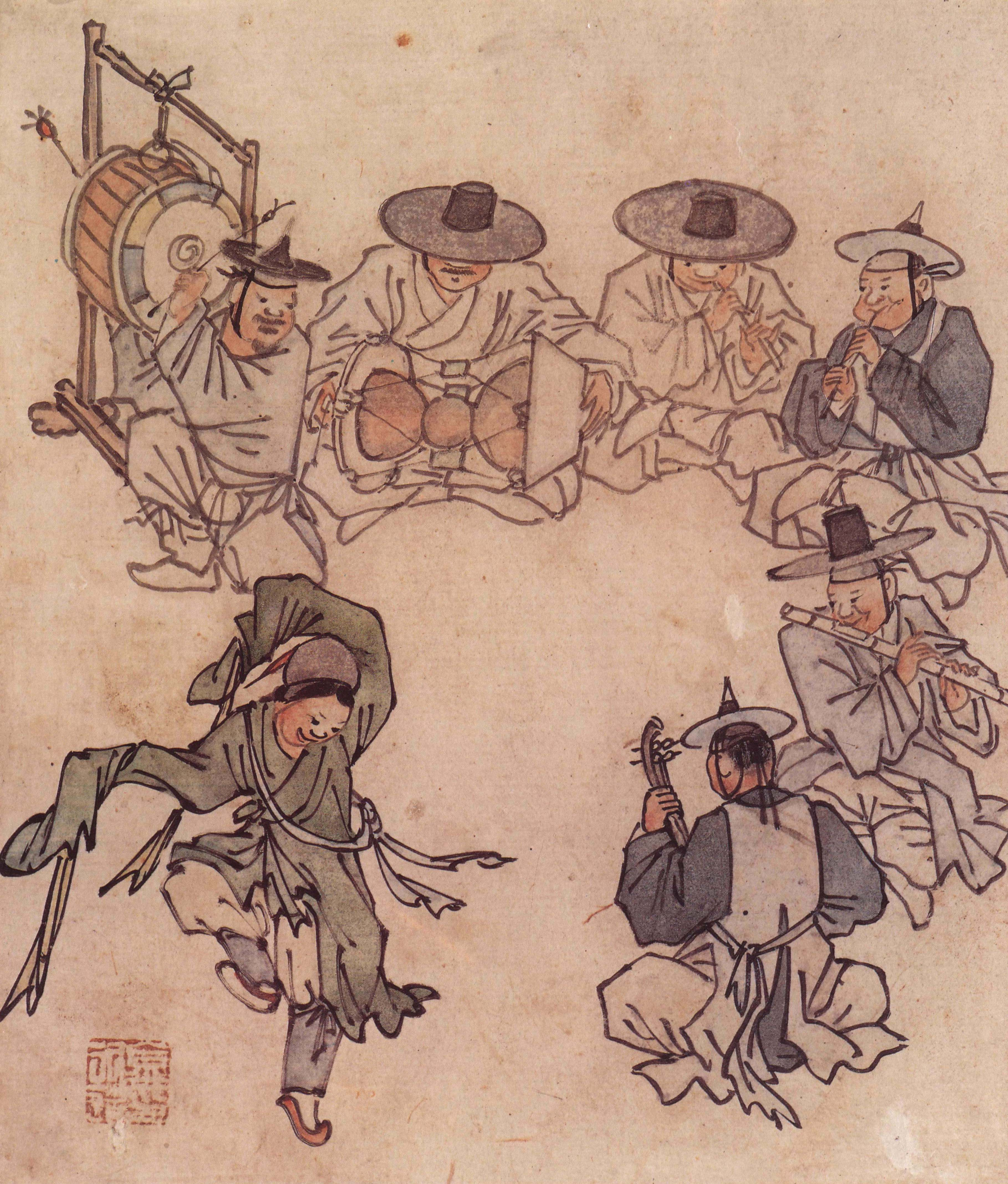
무동
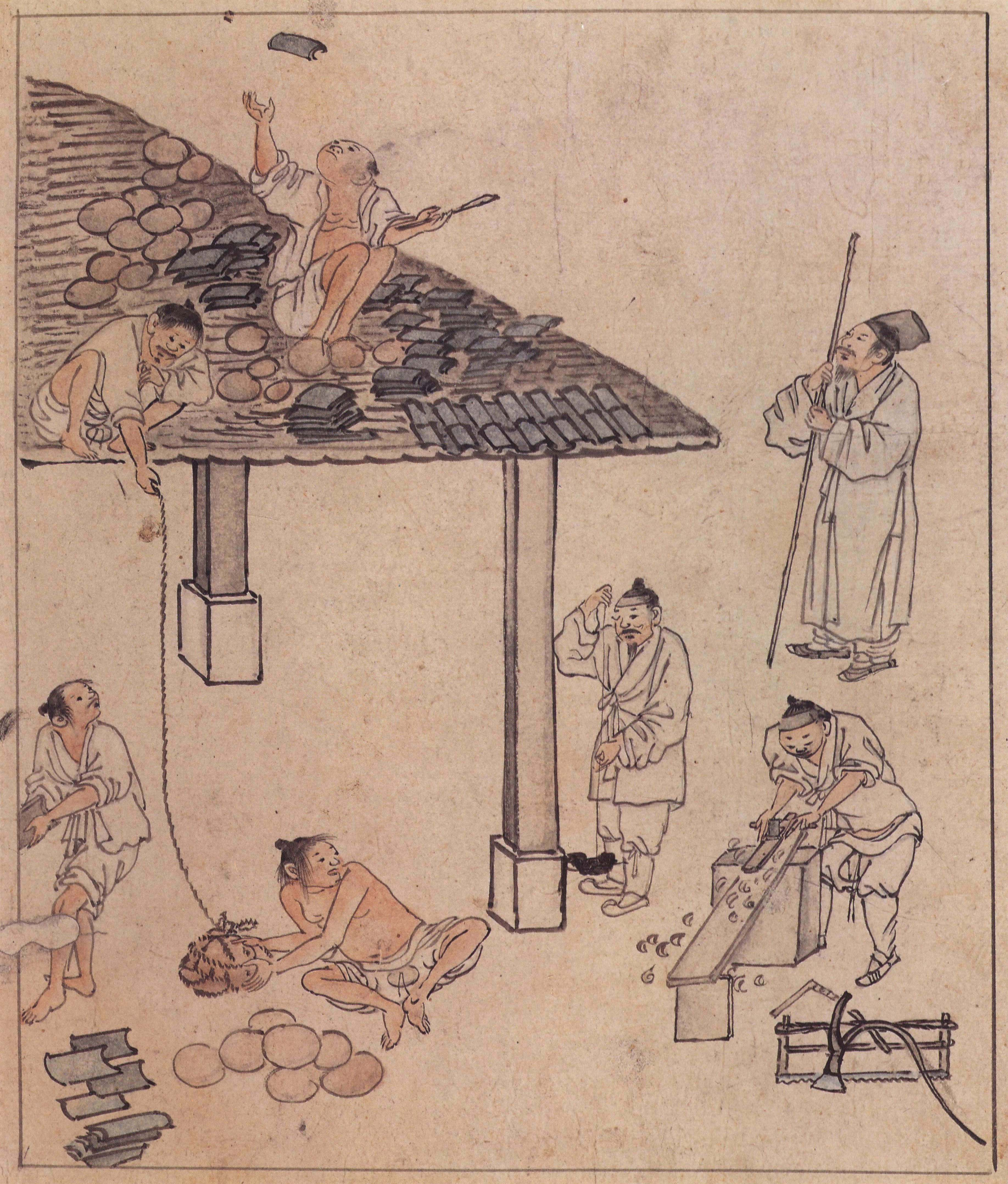
기와이기
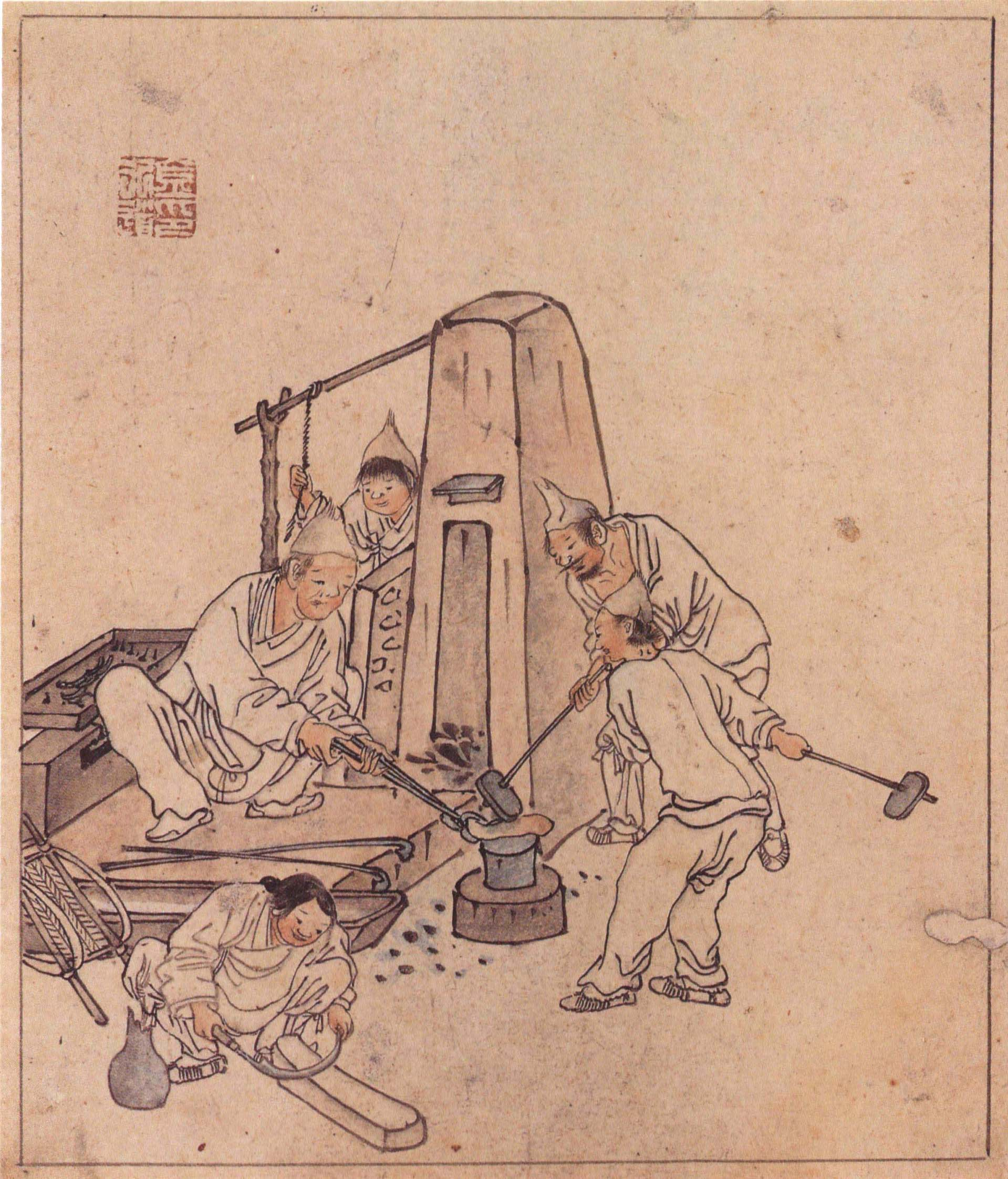
대장간
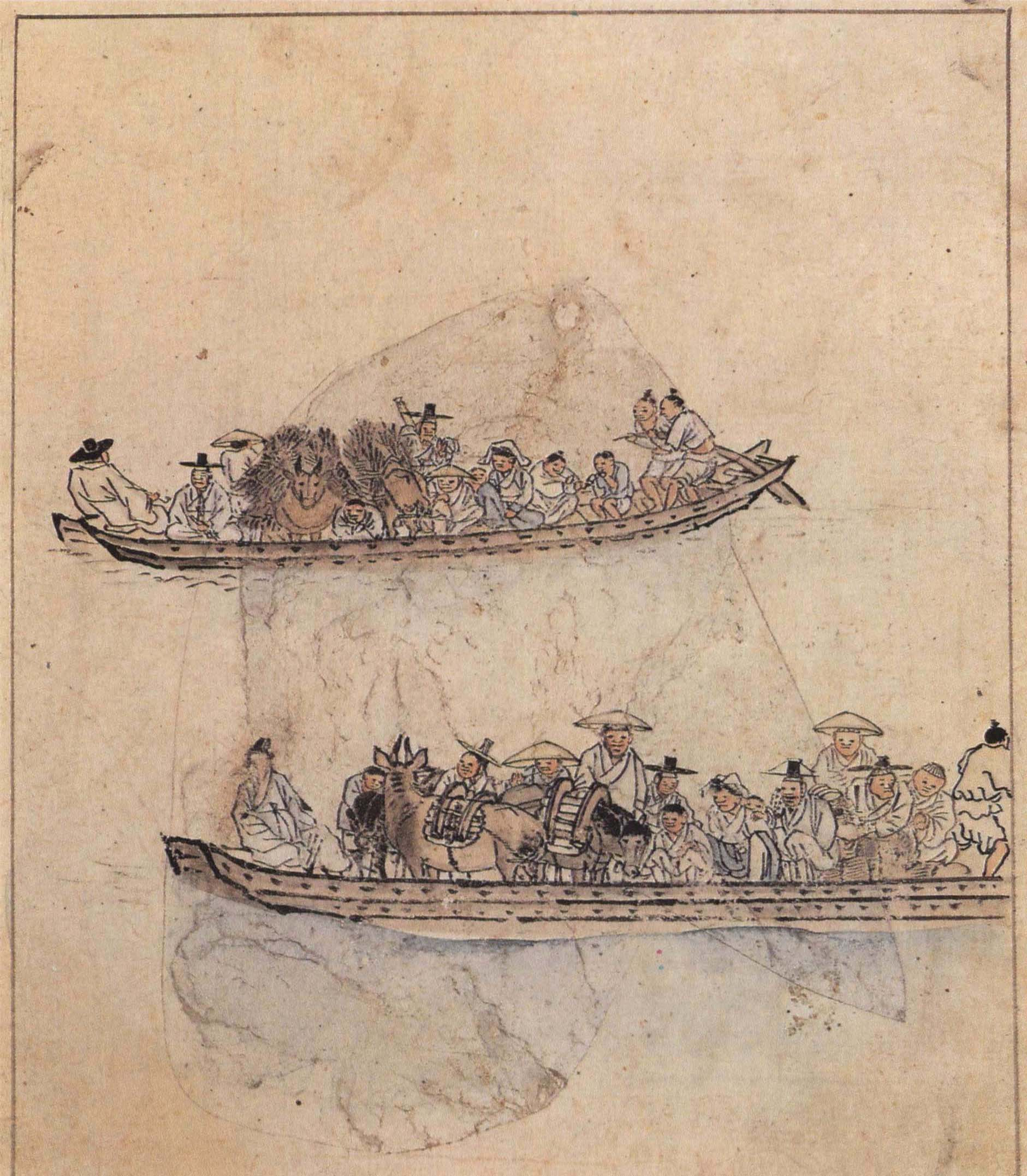
나루터
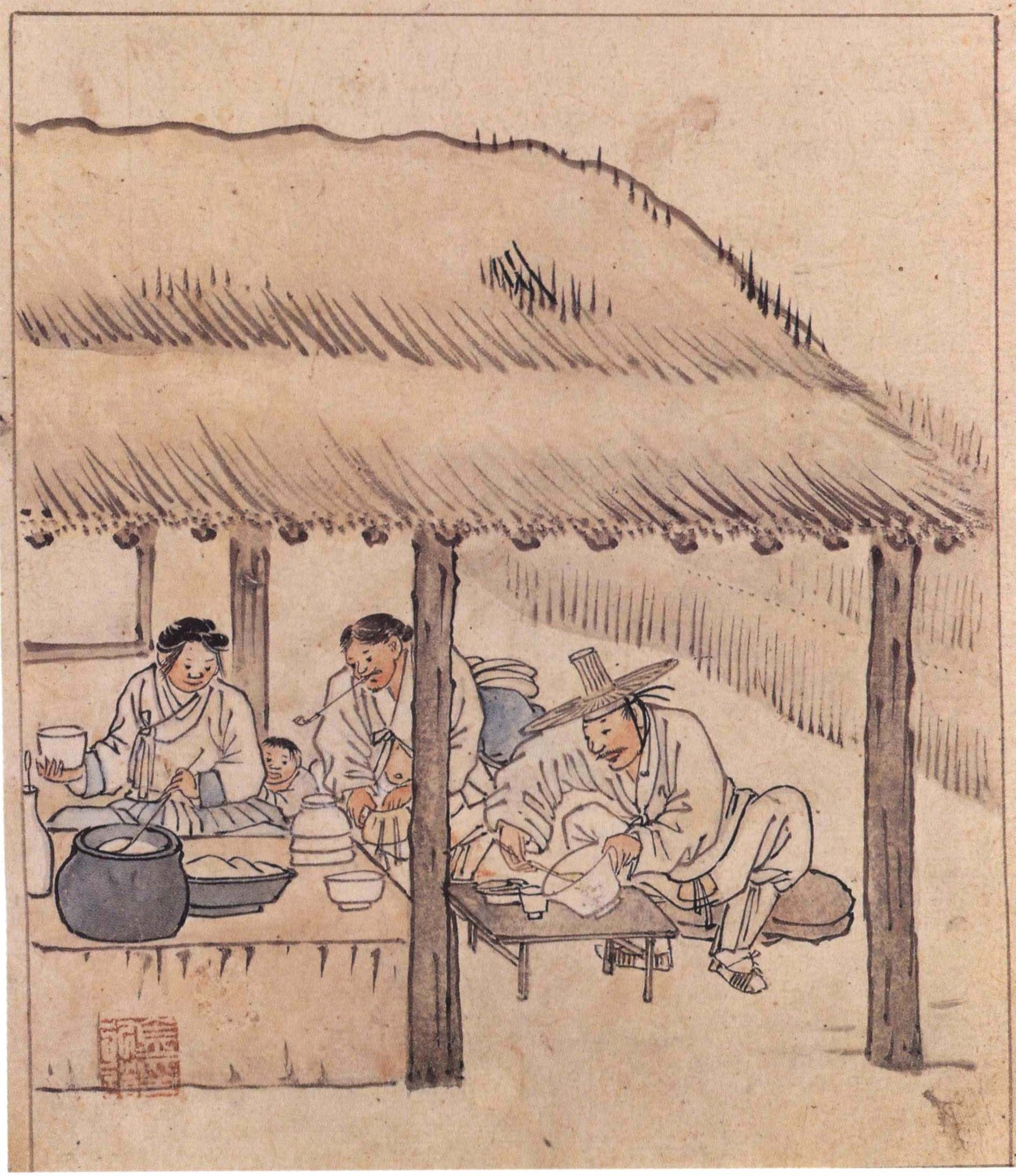
주막
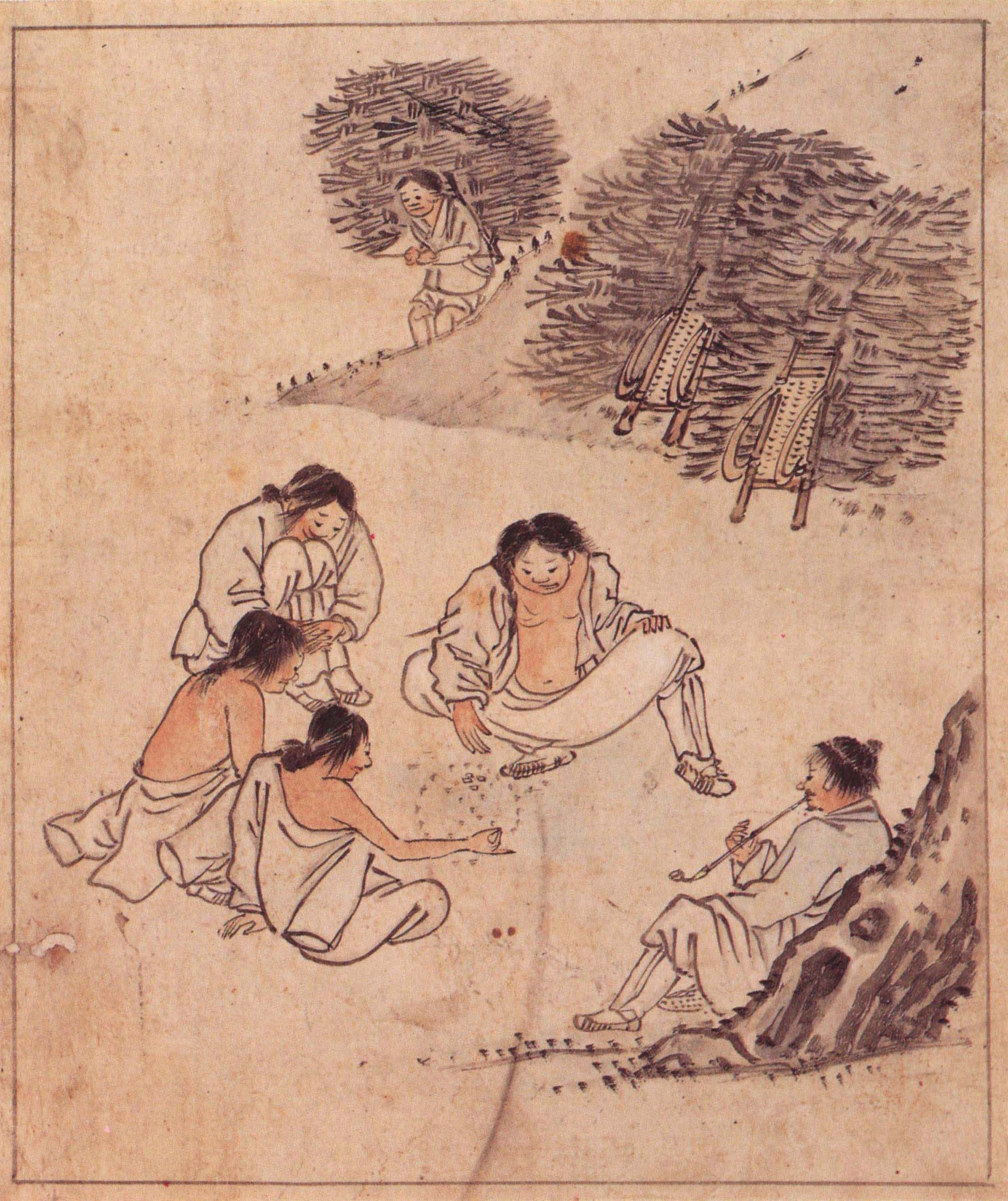
고누놀이
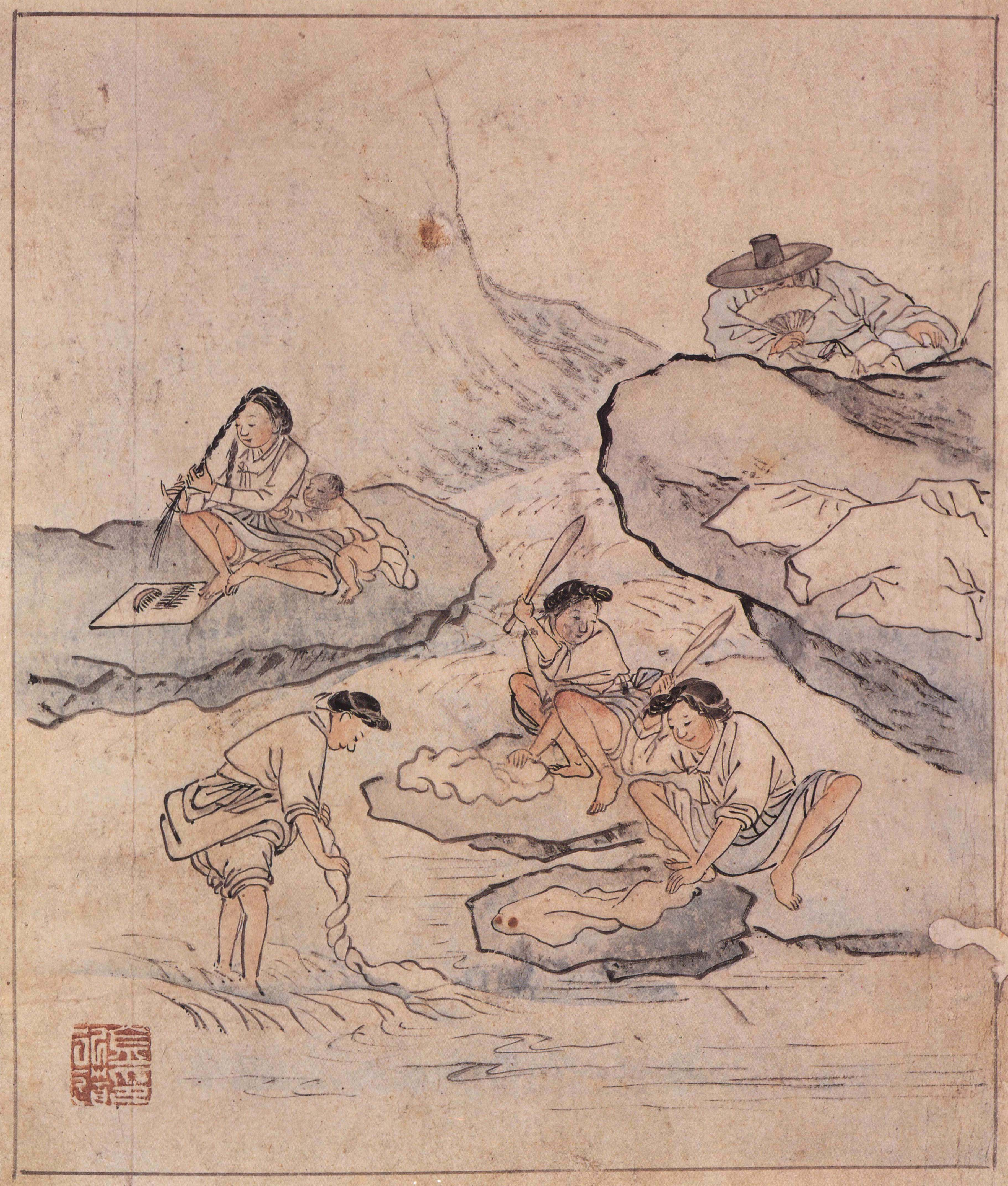
빨래터
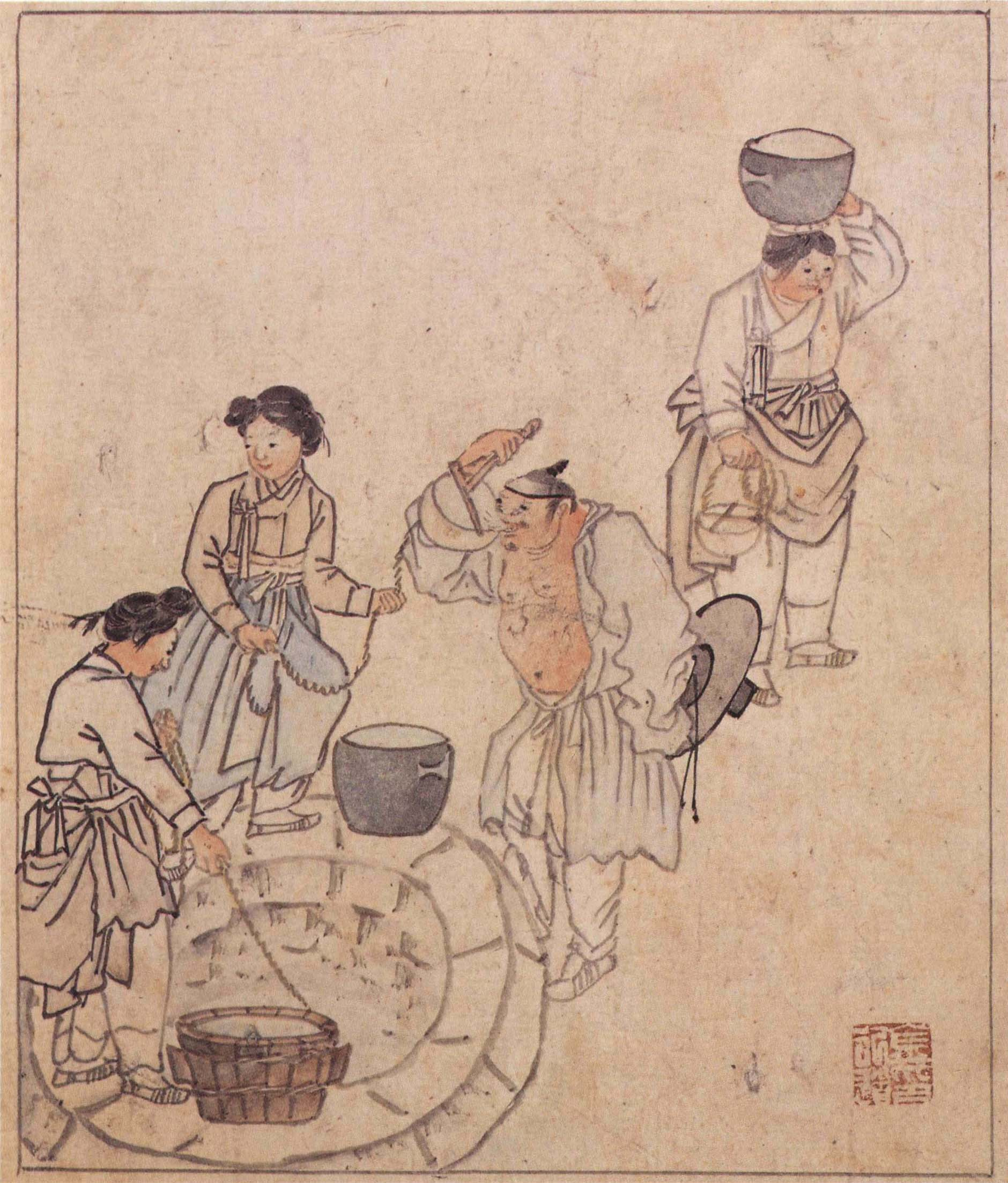
우물가.
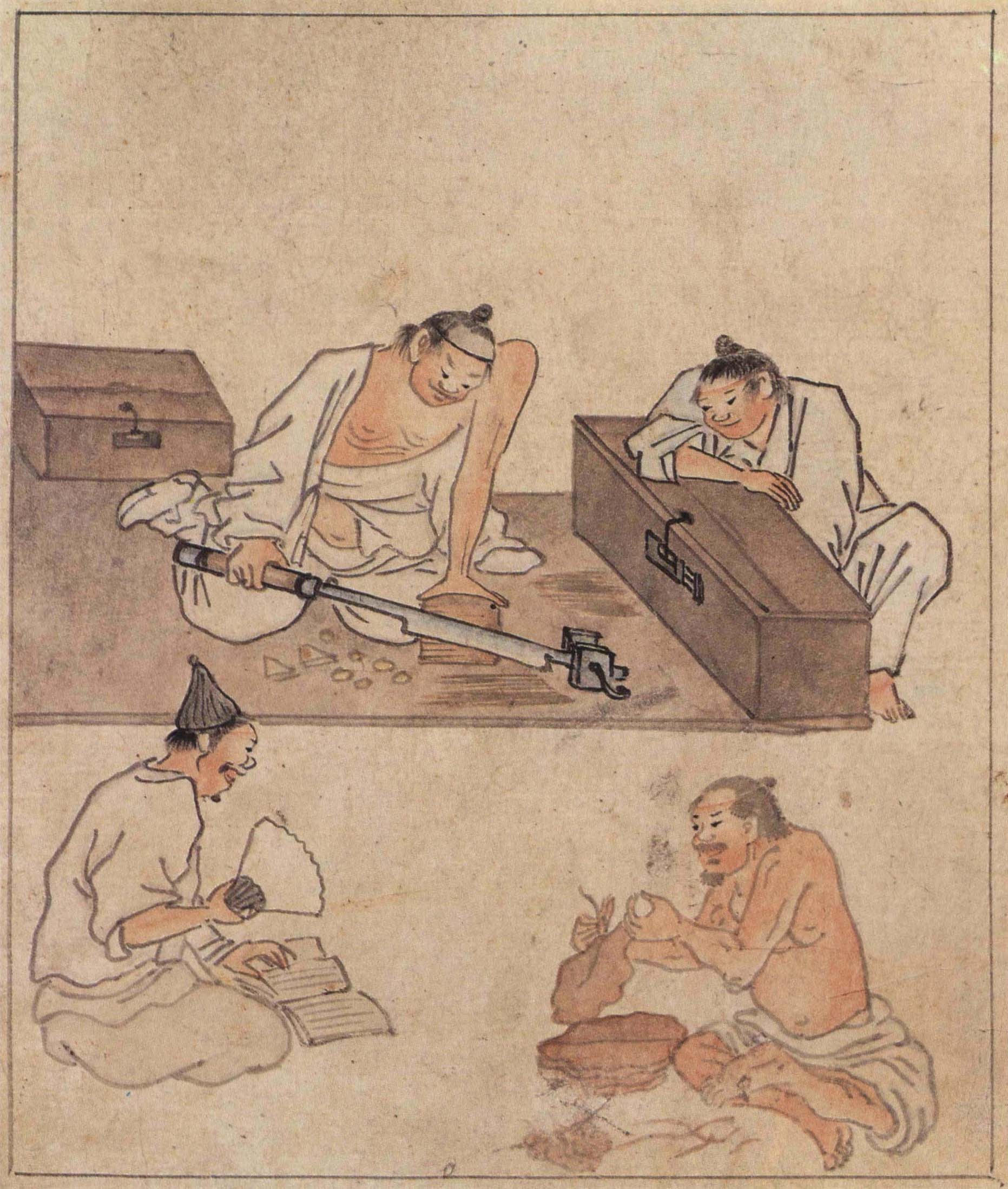
담배썰기
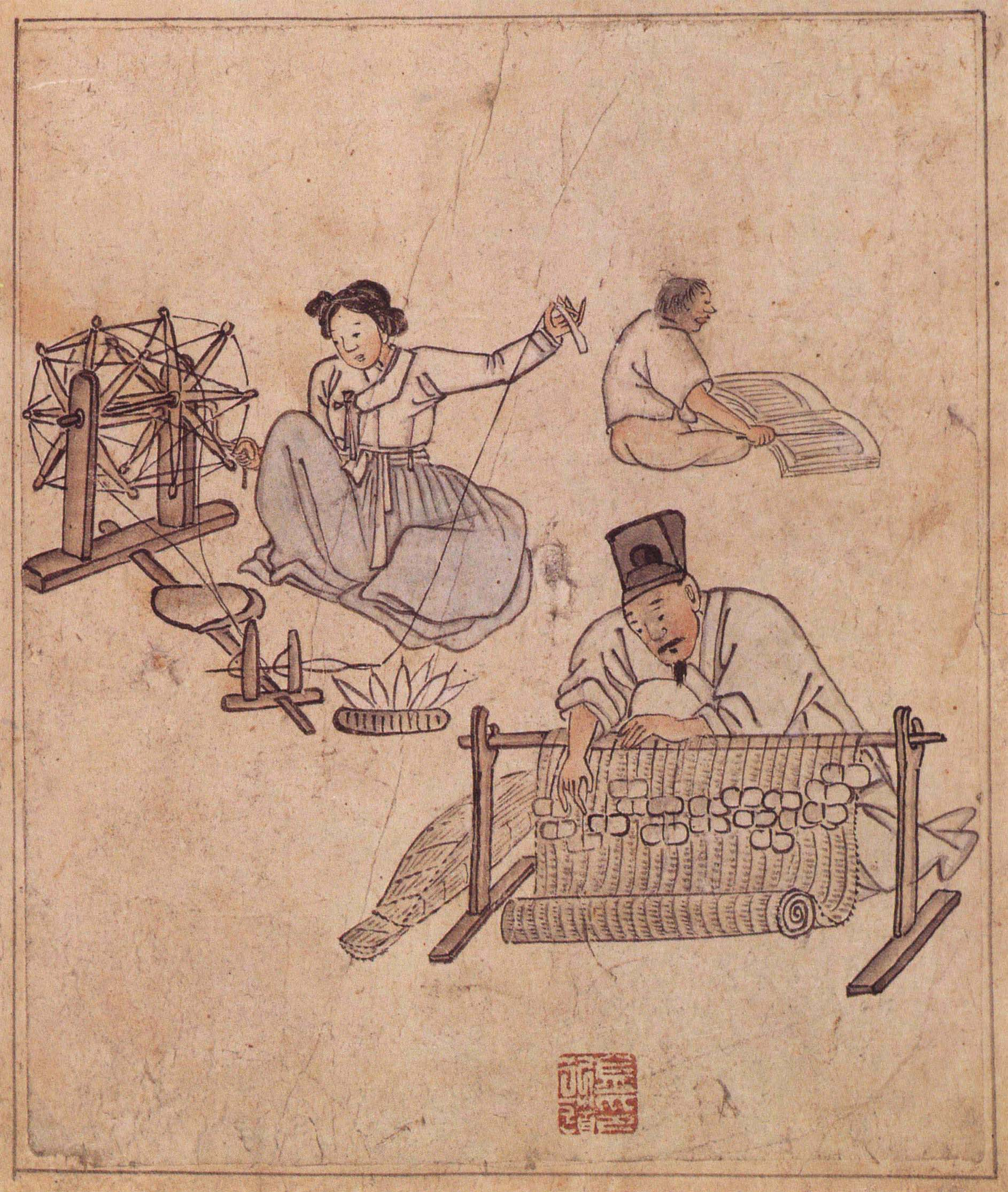
자리짜기
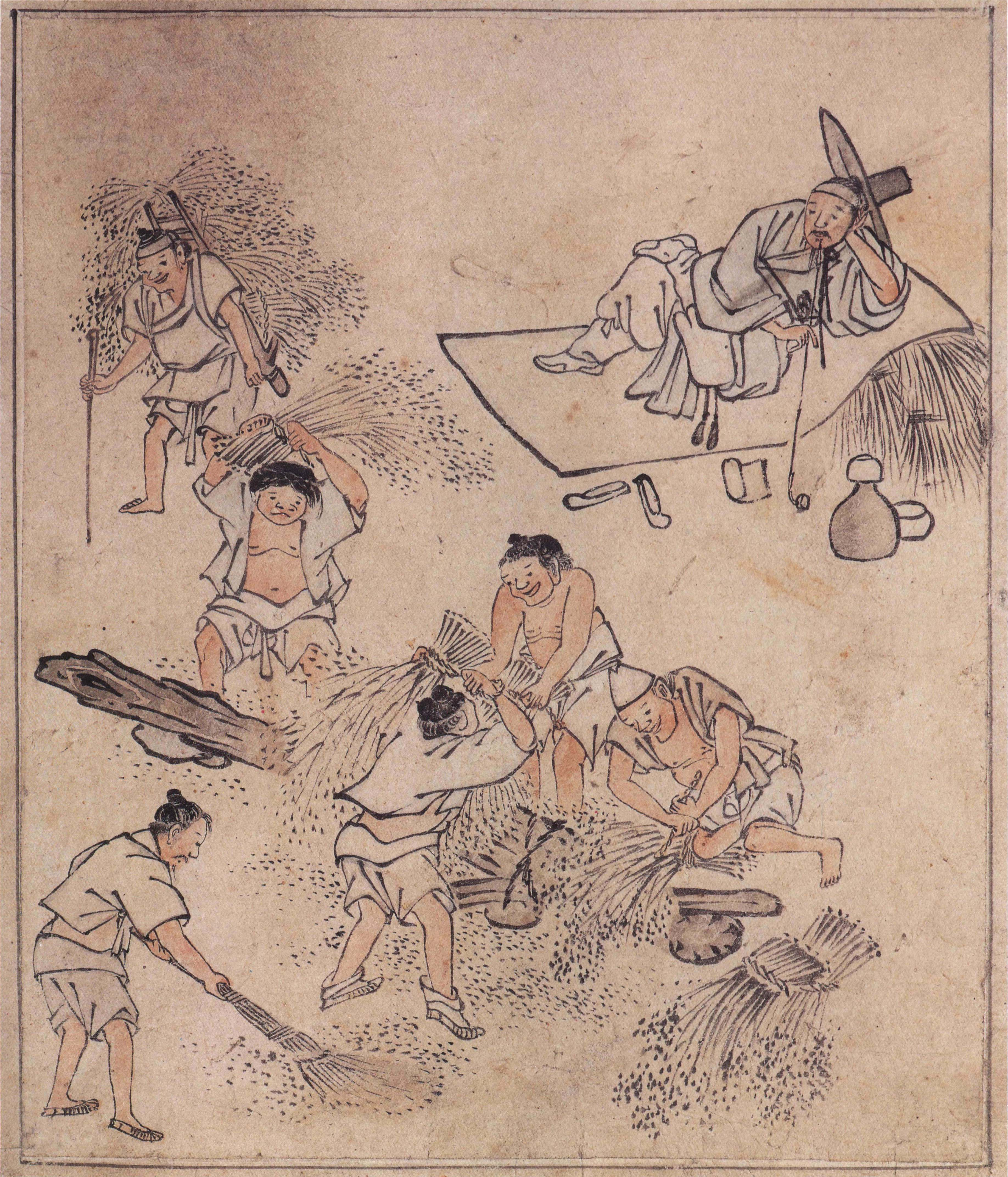
벼타작
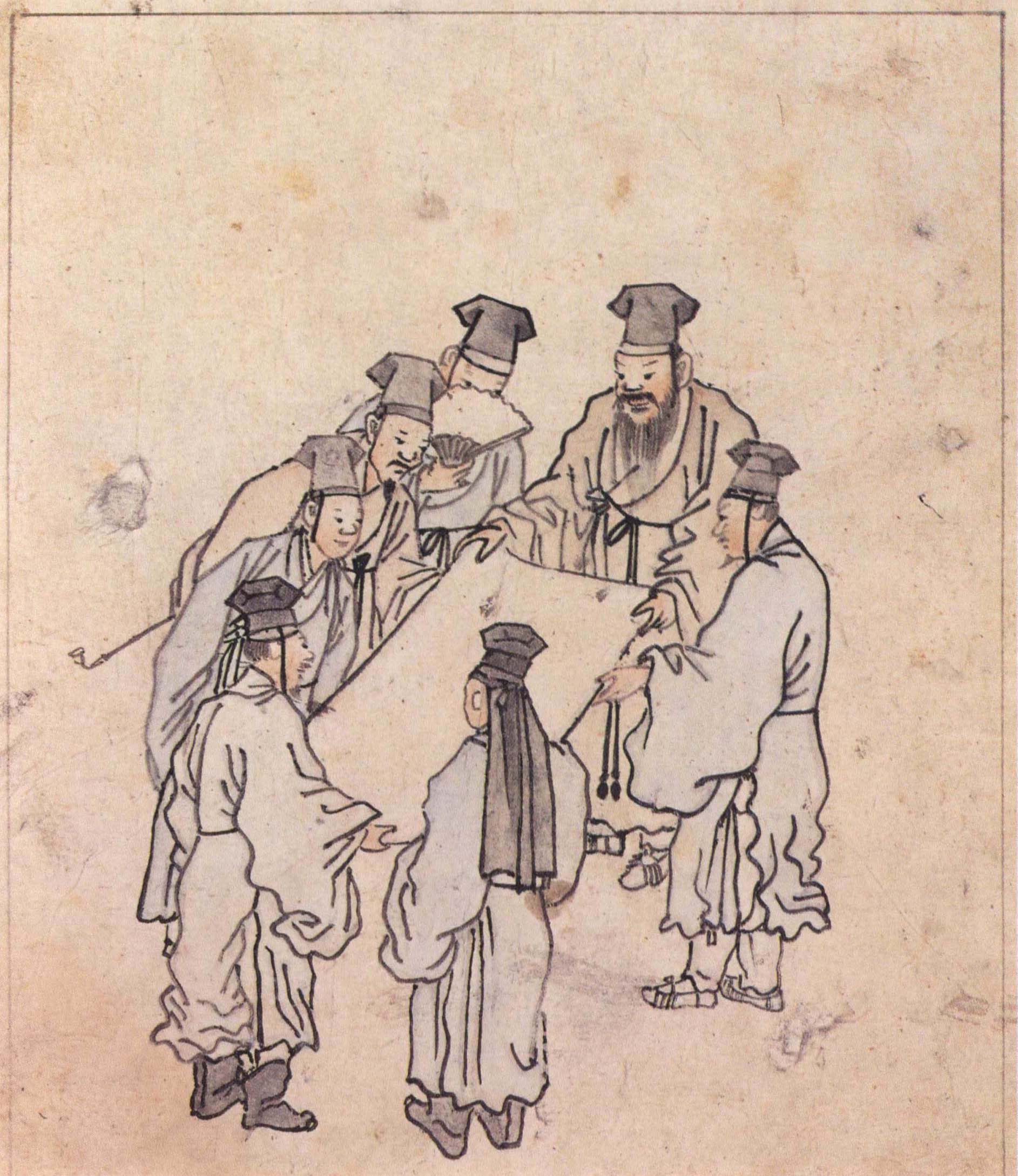
서화감상
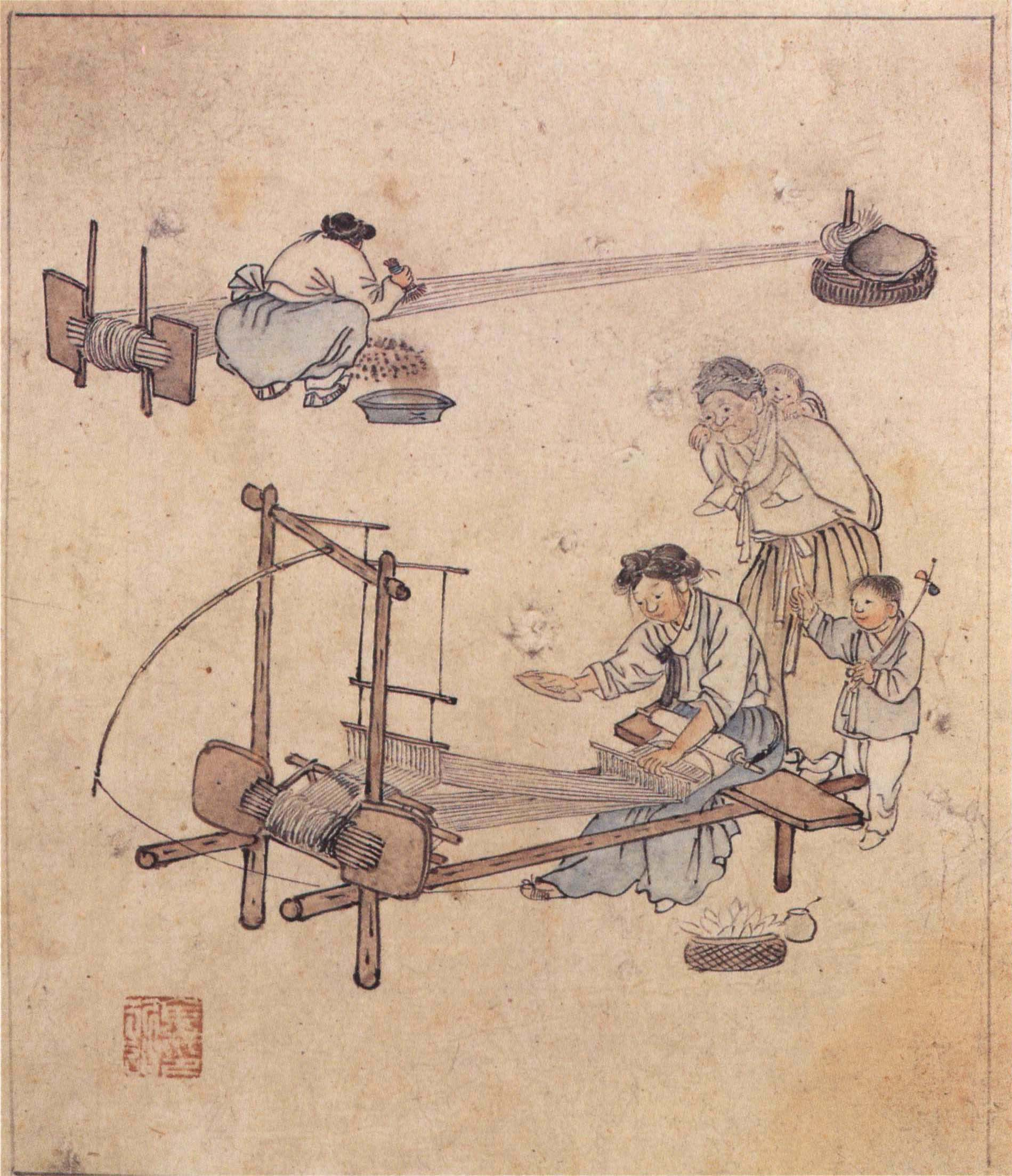
길쌈
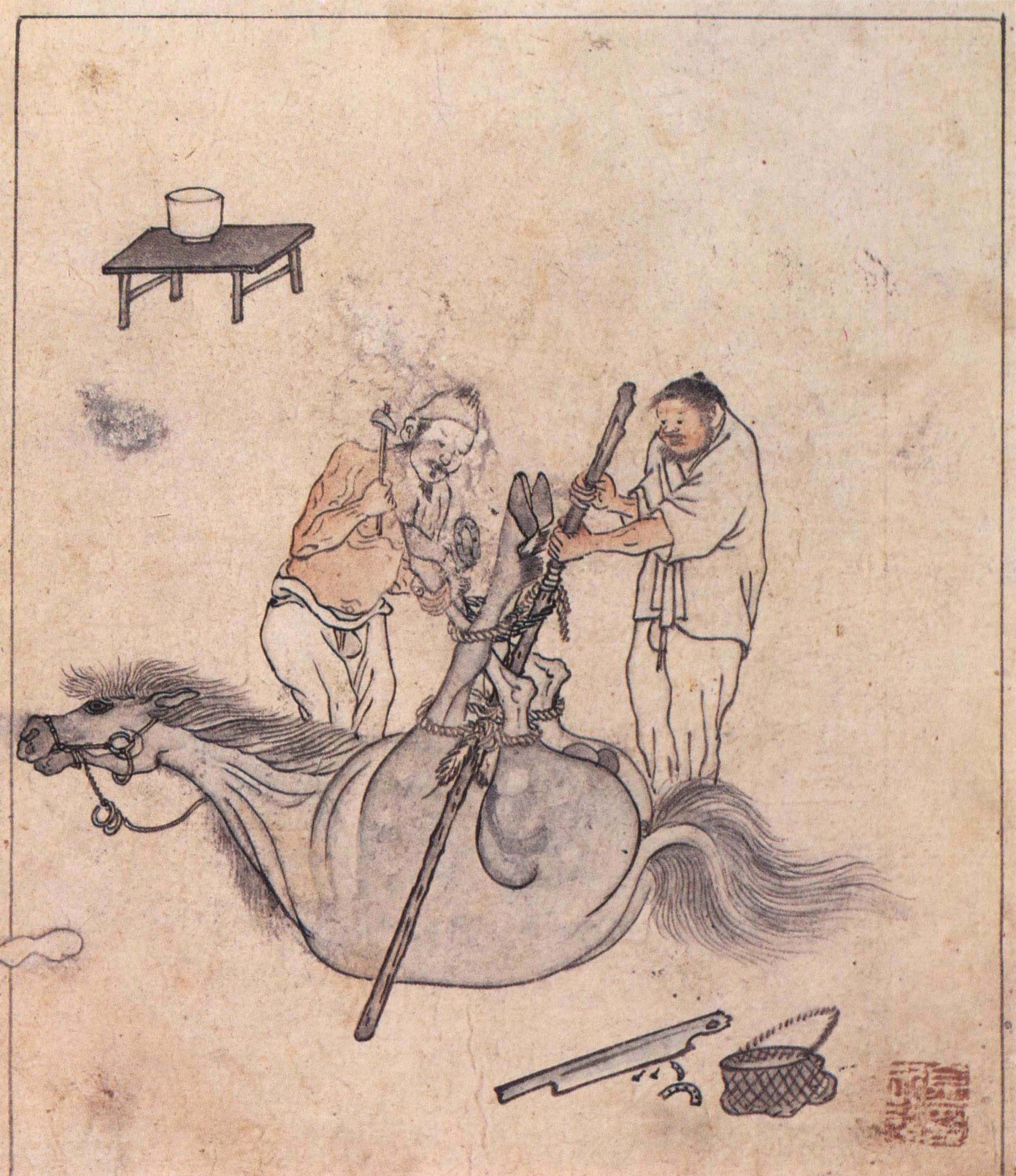
편자박기
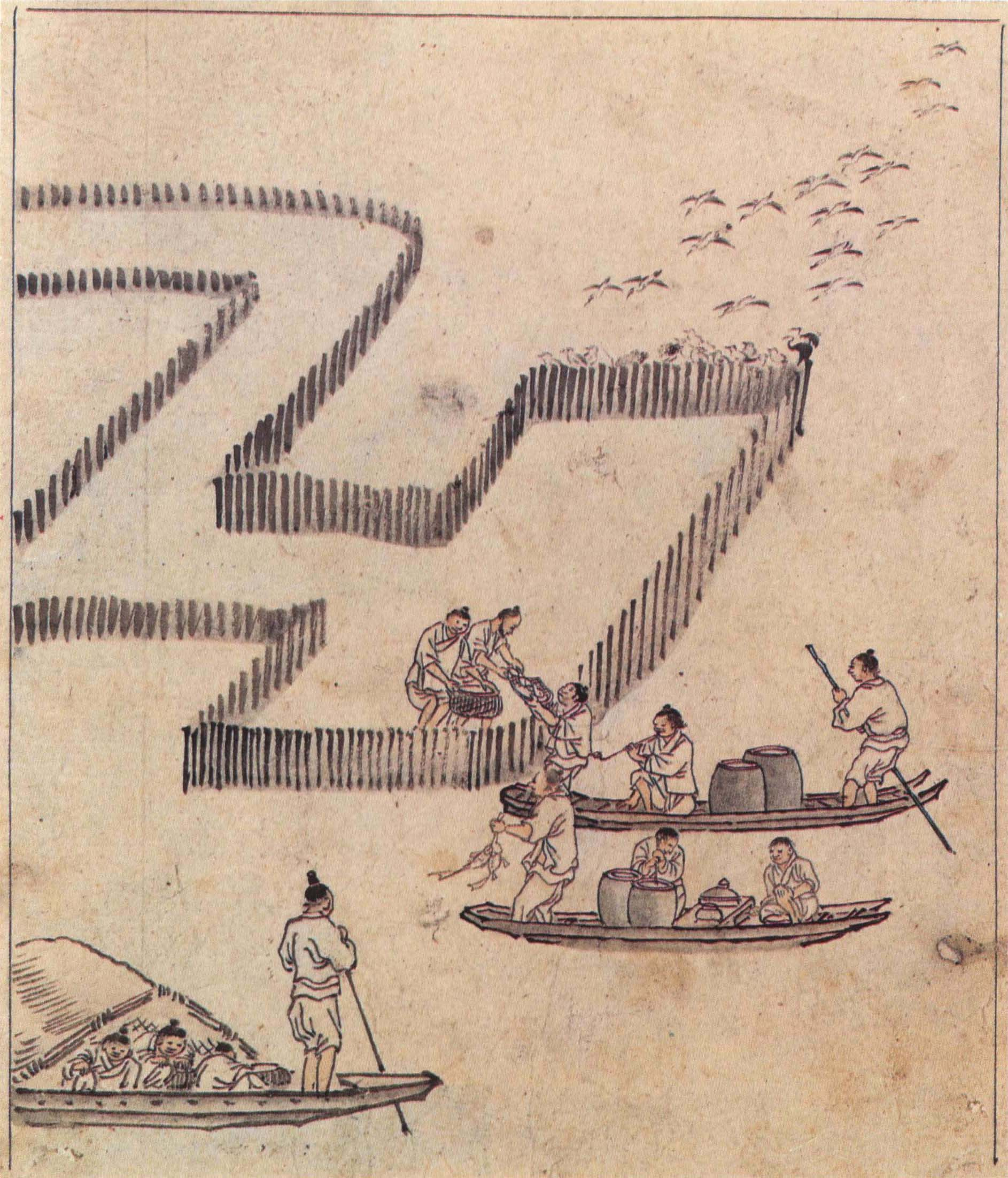
고기잡이
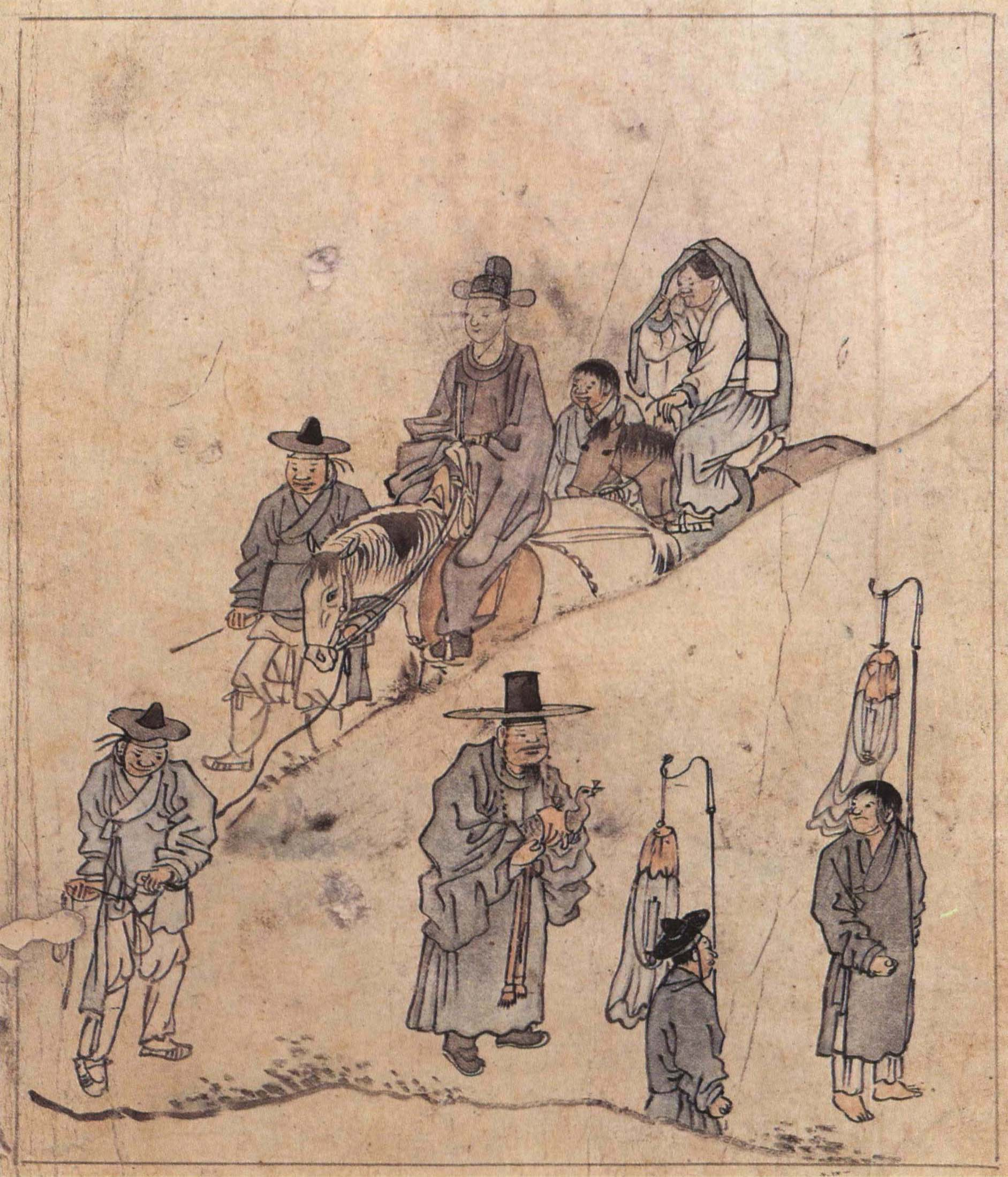
신행
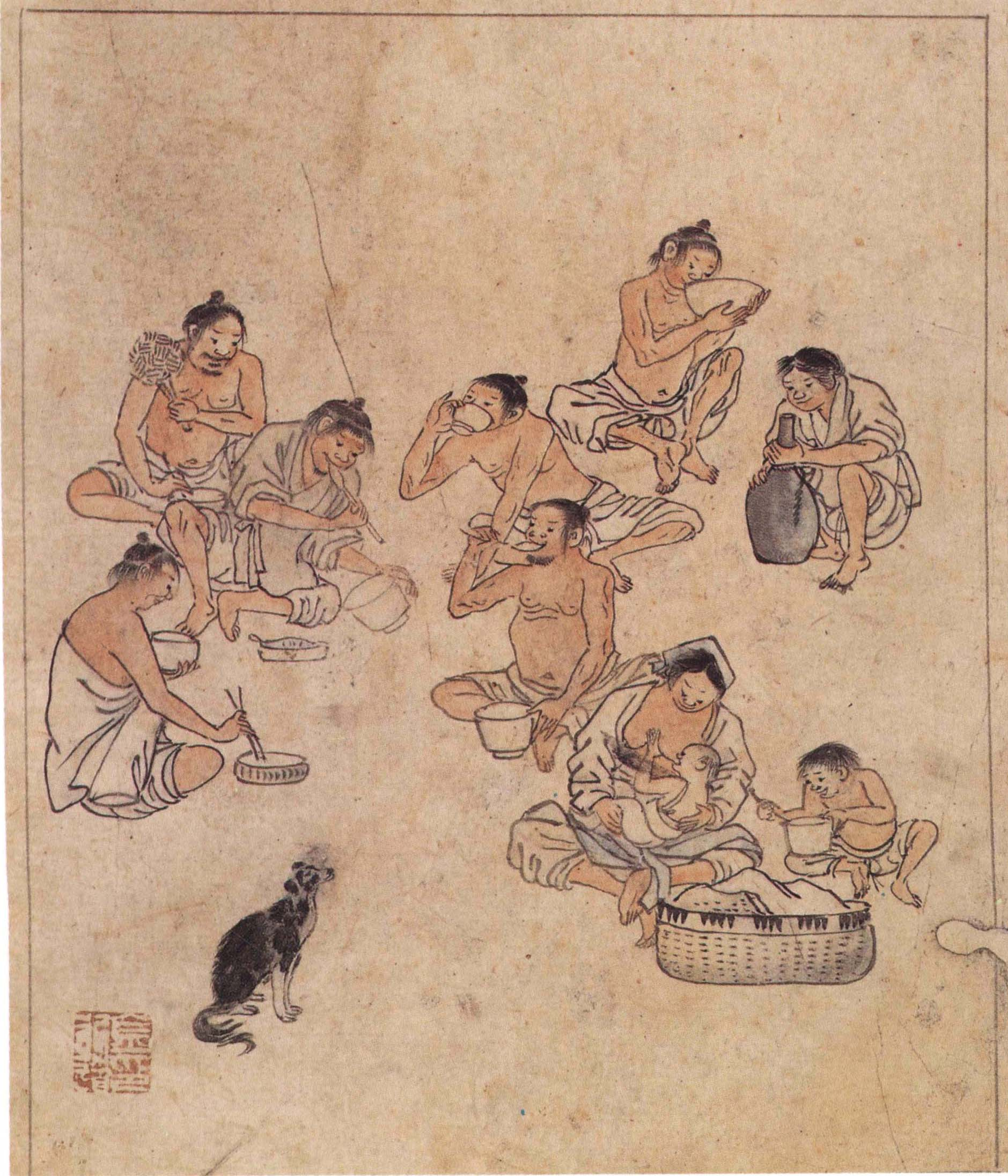
점심
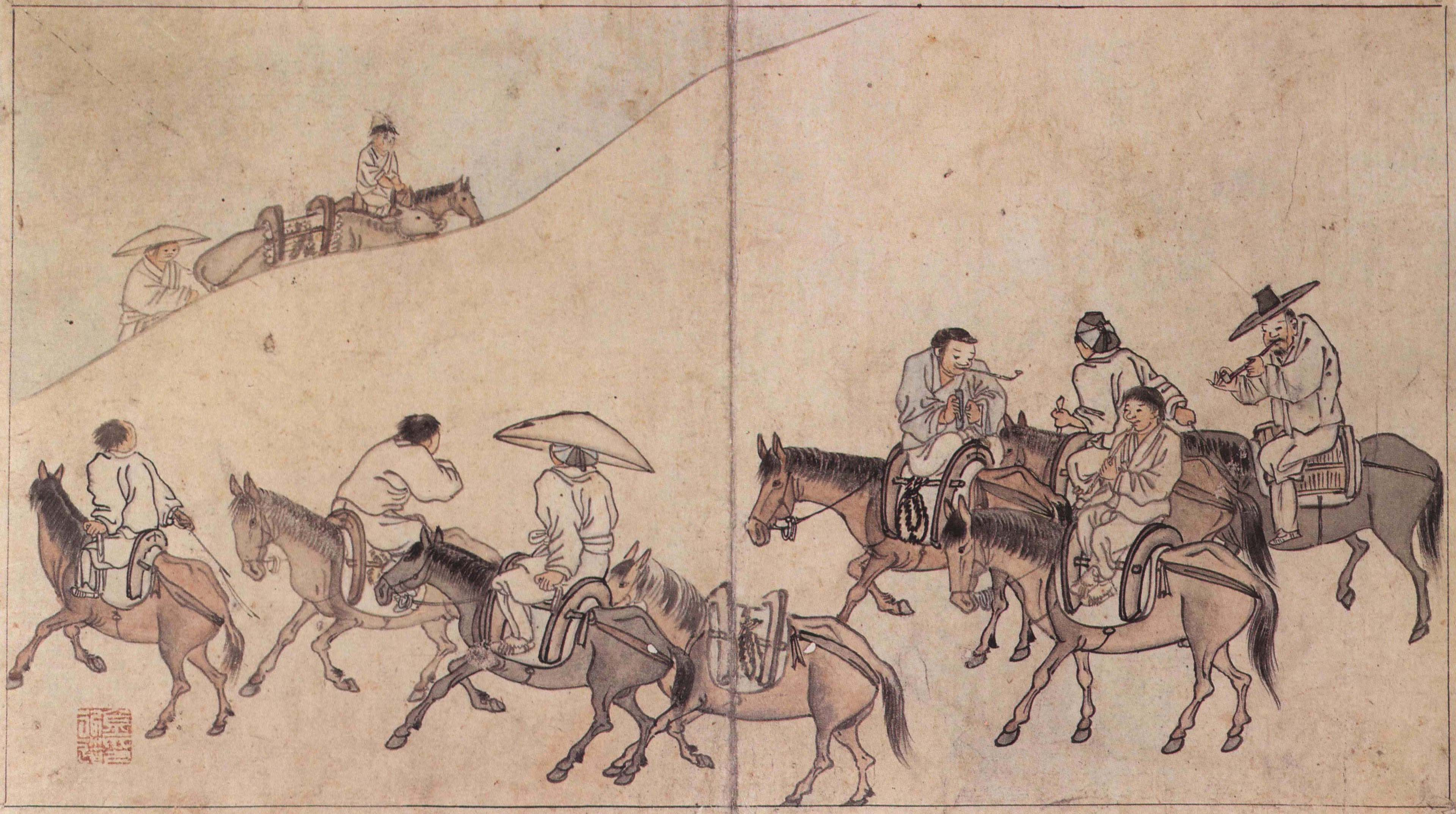
장터길

## 같이 보기
- 신윤복필 풍속도 화첩
- 한국화
- 한국의 화가 목록

## 참고자료
- 김홍도 필 풍속도 화첩 - 국가유산청 국가유산포털

 본 문서에는 서울특별시에서 지식공유 프로젝트를 통해 퍼블릭 도메인으로 공개한 저작물을 기초로 작성된 내용이 포함되어 있습니다.